# 甲癬
甲癬（onychomycosis，tinea unguium）俗稱臭甲、灰指甲，泛指受到真菌感染的指甲，通常影響腳趾，但手指甲也有可能出現。兩成指甲病是由甲癬所引起。

## 起因
甲癬的成因是真菌感染，主要細為分酵母菌感染、霉菌感染，以及皮癬菌感染，包括引起足癬的真菌。
大約三分之一的糖尿病人、56%的牛皮癬患者會感染甲癬。

## 病徵
甲癬的病徵有：趾甲變形、色變到灰褐色、暗黃色、趾甲變厚而難剪，但甲面變得很薄、很脆；有怪味，會痛。
它常易與單純的指甲畸形混淆，此外指甲银屑病、扁平苔癣、接触性皮炎、甲床腫瘤以及黄甲综合征產生的症狀都可能與灰指甲有相似之處，為避免誤診需要实验室檢查。

## 治療
治療灰指甲的方法很多，灰指甲大部分是由真菌引起的，治療灰指甲的藥物都是能夠消滅指甲真菌的，目前所採用的主要藥物和方式是手術拔除指甲、內服藥物、外用藥物和中醫治療灰指甲。
口服藥物主要包括特比萘芬、伊曲康唑和氟康唑。治愈後較易復發（10–50%）。